# Derde Brits-Afghaanse Oorlog

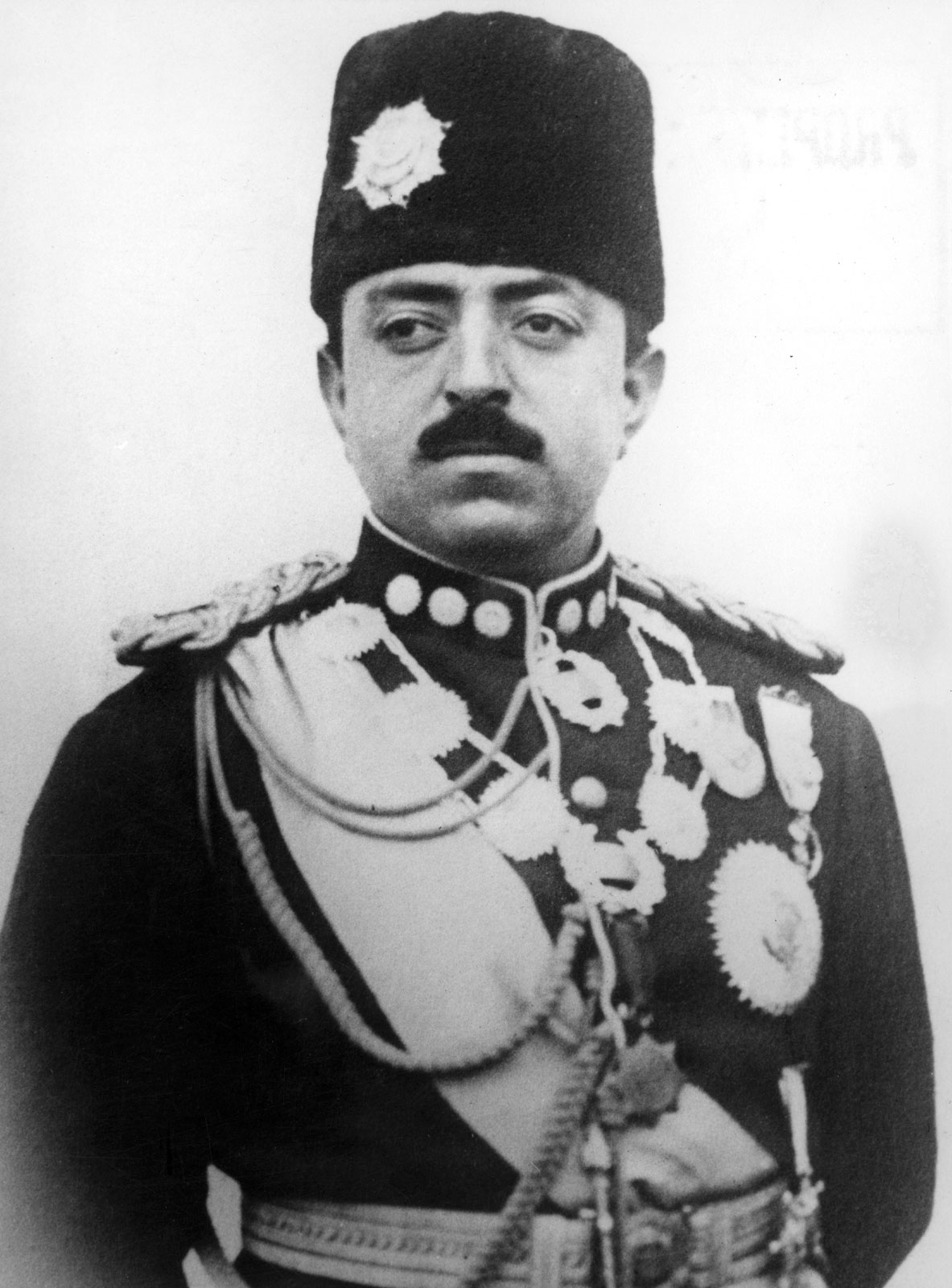
De Afghaanse emir Amanoellah

De Derde Brits-Afghaanse Oorlog was een oorlog tussen het Britse Rijk en Afghanistan die begon op 6 mei 1919 en eindigde met een wapenstilstand op 8 augustus 1919.

## Voorgeschiedenis
In Brits-Indië werd Afghanistan lang gezien als een bedreiging. Niet alleen vanwege de Afghanen zelf, maar vooral omdat de Britten bang waren voor meer Russische plannen in Centraal-Azië. De Russen zouden wellicht via Afghanistan Brits-Indië binnen kunnen vallen, in hun pogingen om de Indische Oceaan te bereiken. Deze periode van argwaan tussen de Russen en de Britten kwam bekend te staan als The Great Game. De Britten deden vele pogingen om hun wil op te leggen aan Kabul en voerden in de 19e eeuw twee oorlogen om Afghanistan in het gareel te krijgen: de Eerste Brits-Afghaanse Oorlog (1838–1842) en de Tweede Brits-Afghaanse Oorlog (1878–1880).
Het einde van de Tweede Brits-Afghaanse Oorlog in 1880 luidde het begin in van een tijdperk van veertig jaar waarin de Britten en de Afghanen goede betrekkingen hadden. Afghanistan bleef in deze periode onafhankelijk, maar het buitenlandbeleid werd gevoerd door de Britten die daar een subsidie voor betaalden.
In 1901 werd Habiboellah Khan emir van Afghanistan. Habiboellah was een onbetrouwbare leider die zich louter om opportunistische redenen de ene keer aansloot bij de Britten en de andere keer bij de Russen. In de Eerste Wereldoorlog bleef de emir neutraal, ondanks zijn hevige verontwaardiging over het feit dat hij niet was uitgenodigd voor de Engels-Russische Conferentie van Sint-Petersburg in 1907. Tijdens de Eerste Wereldoorlog doorstond de emir de hevige druk van de Ottomaanse sultan die had opgeroepen tot een jihad tegen de geallieerden.
De Turkse en Duitse diplomatieke missies verlieten Kabul in 1916. Tegen die tijd hadden zij Habiboellah ervan overtuigd dat Afghanistan een geheel onafhankelijke staat was die zijn eigen buitenlandbeleid kon voeren. Tegen het einde van de Eerste Wereldoorlog begon Habiboellah een beloning na te streven voor zijn neutraliteit in de oorlog. Om zijn eis, waarin hij stelde dat hij zijn eigen buitenlandbeleid wilde voeren, kracht bij te zetten wilde de emir aanwezig zijn bij vredesconferentie van Parijs in 1919. De eis werd echter afgewezen door de Britse vicekoning van Indië. Er waren nog enkele ontmoetingen met de emir gepland, maar voordat deze konden worden gehouden werd Habiboellah vermoord op 19 februari 1919.
De dood van de emir resulteerde in een machtsstrijd waarin Habiboellahs broer Nasroellah zichzelf tot opvolger benoemde, terwijl Habiboellahs zoon Amanoellah zichzelf in Kabul als de emir beschouwde. Amanoellah kwam tevoorschijn uit de machtsstrijd en presenteerde zichzelf als een democraat en hervormingsgezind, daarnaast beloofde hij dat Afghanistan een vrij land zou worden met een eigen buitenlandbeleid.
Bij zijn bestijging van de troon had Amanoellah zijn oom Nasroellah gearresteerd voor de moord op Habiboellah en hem een levenslange gevangenisstraf opgelegd. Nasroellah vertegenwoordigde het meer conservatieve element in Afghanistan en zijn behandeling maakte de positie van Amanoellah erg zwak. Tegen april 1919 realiseerde Amanoellah zich dat hij zijn machtspositie weleens kwijt kon raken als hij de conservatieven niet gunstig zou stemmen. Om de aandacht af te af te leiden van deze binnenlandse strijd, besloot de emir Amanoellah Brits-Indië, waar sinds de Slachting van Amritsar burgerlijke onrust was, binnen te vallen.

## Oorlog

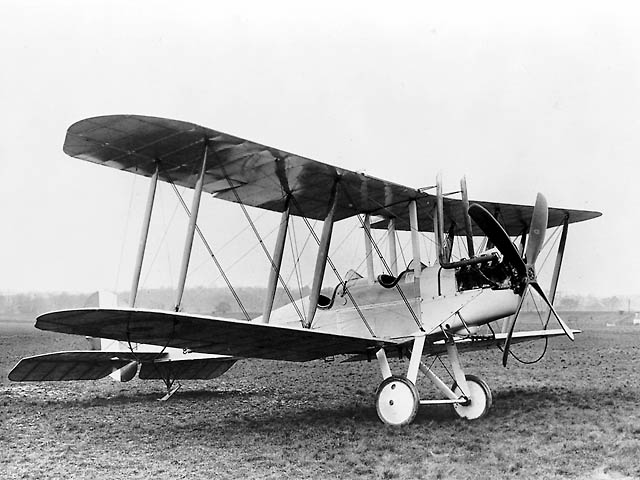
Een BE2C van de Britse luchtmacht

De oorlog begon op 3 mei toen Afghaanse troepen de Afghaans-Indische grens overstaken bij het westelijke einde van de Khyberpas, en het plaatsje Bagh ("tuin") veroverden. In reactie op deze aanval verklaarde de Brits-Indische regering op 6 mei de oorlog aan Afghanistan en beval de algehele mobilisatie van het Brits-Indische leger.
De Afghanen wisten in het begin van de oorlog enkele successen te boeken tegen de Britten. Als reactie op deze successen bombardeerde een Brits vliegtuig het paleis van de emir in Kabul op 24 mei 1919. De oorlog werd uiteindelijk beëindigd op 8 augustus met de ondertekening van de Vrede van Rawalpindi, waarin werd bepaald dat Afghanistan een volledig soevereine staat zou worden en een eigen buitenlandbeleid mocht voeren, maar de Britse subsidie werd stopgezet.